# ムバム島

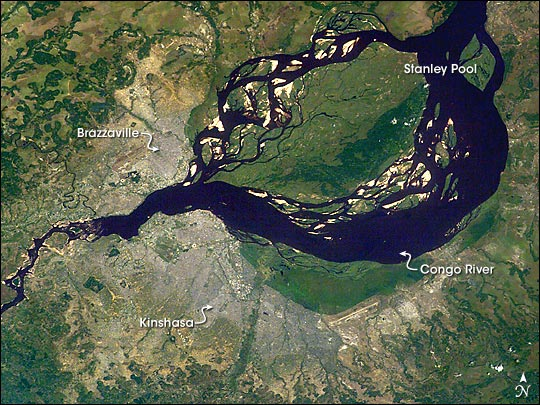
マレボ湖の衛星写真

ムバム島 (M´Bamou, Mbamu) は、コンゴ共和国の島。コンゴ川の川幅が広くなったマレボ湖にある。フランスとベルギーがコンゴ川の両岸をそれぞれ支配していた植民地時代には、1908年の両国協定にもとづき非武装地帯となっていた 。
マレボ湖のすぐ下流側には、コンゴ共和国のブラザビルとコンゴ民主共和国のキンシャサというふたつの首都がコンゴ川をはさむ形で位置している。